# Nurme järv
Nurme järv är en sjö i Estland.   Den ligger i landskapet Harjumaa, i den västra delen av landet, 50 km sydväst om huvudstaden Tallinn. Nurme järv ligger 49 meter över havet. Arean är 0,19 kvadratkilometer.  I omgivningarna runt Nurme järv växer i huvudsak blandskog. Den sträcker sig 0,5 kilometer i nord-sydlig riktning, och 0,6 kilometer i öst-västlig riktning.